# Jezioro Stępuchowskie
Jezioro Stępuchowskie – jezioro w woj. wielkopolskim, w pow. wągrowieckim, w gminie Damasławek, na terenie Pojezierza Chodzieskiego.

## Charakterystyka
Jezioro ma urozmaiconą linię brzegową. W pobliżu północnego brzegu jeziora przebiega obecnie nieczynna linia kolejowa Wągrowiec-Damasławek.

## Morfometria
Powierzchnia zwierciadła wody według różnych źródeł wynosi od 101,0 ha przez 107,95 ha do 112,9 ha.
Zwierciadło wody położone jest na wysokości 94,3 m n.p.m. lub 95,0 m n.p.m.. Średnia głębokość jeziora wynosi 4,7 m, natomiast głębokość maksymalna 8,9 m.
W oparciu o badania przeprowadzone w 2001 roku wody jeziora zaliczono do III klasy czystości i II kategorii podatności na degradację. W 1997 roku wody jeziora zaliczono do III klasy czystości.